# Enrique Angelelli
Enrique Angelelli (17. června 1923, Córdoba – 4. srpna 1976, Sañogasta) byl argentinský římskokatolický duchovní, biskup z La Rioja, zavražděný během špinavé války. Katolická církev jej uctívá jako blahoslaveného mučedníka.

## Život

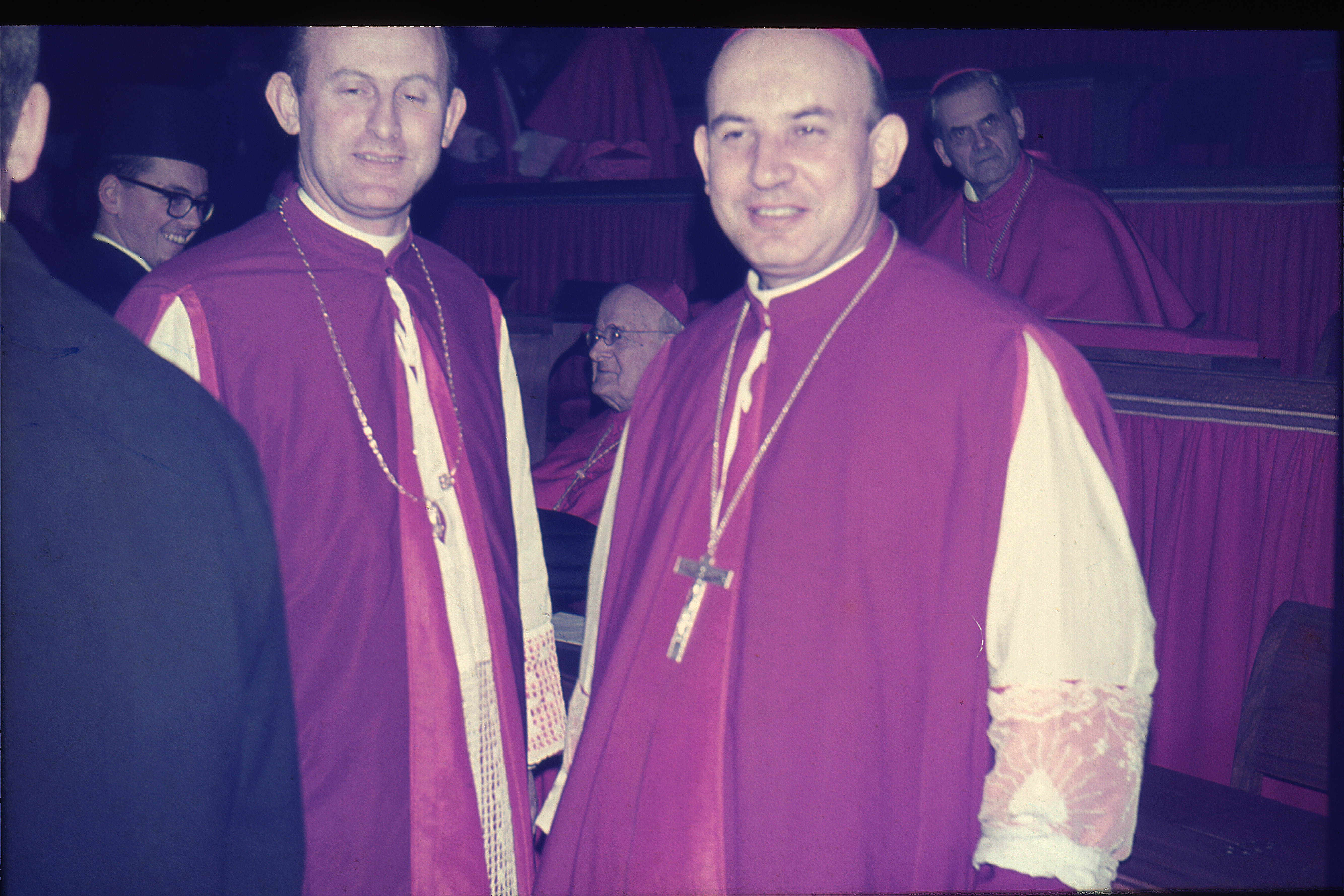
Bl. Enrique Angelelli (vpravo) během Druhého vatikánského koncilu

Narodil se dne 17. června 1923 ve městě Córdoba v Argentině rodičům Juanu Angelelli a Celině Carlett, jež pocházeli z italského regionu Marche. Rozhodl se stát knězem a ve svých patnácti letech vstoupil do semináře. Studia dokončil v Římě, kde byl dne 9. října 1949 vysvěcen na kněze. Poté začal působit ve svém rodném městě. Zde se věnoval především mládeži a často navštěvoval chudé ve slumech.
Dne 12. prosince 1960 jej papež sv. Jan XXIII. jmenoval pomocným biskupem córdobské arcidiecéze a zároveň titulárním biskupem diecéze Lystra. 26. prosince téhož roku byl jmenován generálním vikářem své arcidiecéze. Biskupské svěcení přijal dne 12. března 1961 od biskupa Ramona José Castellano. Spolusvětitely byli biskupové Juan Carlos Aramburu a Emilio Antonio di Pasquo. Spolu s dalšími duchovními pracoval na obnově církve v Argentině, díky čemuž byl nucen čelit konfliktům. Jako koncilní otec se zúčastnil tří ze čtyř zasedání Druhého vatikánského koncilu (1962, 1964 a 1965)
Dne 3. července 1968 jej papež sv. Pavel VI. jmenoval biskupem diecéze La Rioja. Slavnostně uveden do úřadu byl 24. srpna téhož roku. Zde podporoval vzniky dělnických a zemědělských družstev a práci pro chudé. Toto téma však vyvolávalo časté konflikty. Dne 13. června 1973 předsedal v Anillacu patronálním oslavám. Přítomný dav, nesouhlasící s jeho názory po něm začal házet kameny a oslavy se musely přerušit.
Nespokojenost vedla k rozpoutání špinavé války roku 1974. V Argentině docházelo během tohoto období k častým vraždám.
Dne 4. srpna 1976 se spolu se svým knězem Arturem Pintem vracel s bohoslužby, sloužené ve městě Chamical. V obci Sañogasta byl jejich automobil záměrně obklíčen dvěma jinými vozidly, což vedlo k jeho převrácení. Biskup Enrique Angelelli zemřel hned na místě, zatímco jeho společník přežil a později celý incident popsal.

## Úcta
Jeho beatifikační proces započal dne 21. dubna 2015, čímž obdržel titul služebník Boží. Dne 8. června 2018 podepsal papež František dekret o jeho mučednictví.
Blahořečen byl spolu s dalšími třemi mučedníky špinavé války (Carlos de Dios Murias, Gabriel Longueville a Wenceslao Pedernera) dne 27. dubna 2019 ve městě La Rioja. Obřadu předsedal jménem papeže Františka kardinál Giovanni Angelo Becciu.
Jeho památka je připomínána 17. července. Je zobrazován v biskupském rouchu.